# شهرستان هنری (آلاباما)
شهرستان هنری، آلاباما (به انگلیسی: Henry County, Alabama) شهرستانی در ایالات متحده آمریکا است که در آلاباما واقع شده‌است.

## خصوصیات
شهرستان هنری ۱٬۴۷۱٫۱۲ کیلومترمربع مساحت دارد.